# Gare de Aïn Affra
La gare de Aïn Affra est une gare ferroviaire algérienne située sur le territoire de la commune de Mechroha, dans la wilaya de Souk Ahras.

## Situation ferroviaire
La gare est située la localité de Aïn Affra, dans le nord de la commune de Mechroha, sur la ligne d'Annaba à Djebel Onk. Elle est précédée de la gare de Aïn Tahmimine et suivie de celle de Mechroha.

## Service des voyageurs

### Desserte
La gare de Aïn Affra est desservie par les trains régionaux de la liaison Annaba - Tébessa.